# Llavorsí
Llavorsí là một đô thị trong tỉnh Lleida, cộng đồng tự trị Cataluña Tây Ban Nha. Đô thị Llavorsí có diện tích là 69 ki-lô-mét vuông, dân số năm 2009 là 380 người với mật độ 5,51 người/km². Đô thị Llavorsí có cự ly 143 km so với tỉnh lỵ Lleida.